# Lacul Negru
Lacul Negru este o arie protejată (sit de importanță comunitară — SCI) din România, desemnată în scopul protejării biodiversității și menținerii într-o stare de conservare favorabilă a florei spontane și faunei sălbatice, precum și a habitatelor naturale de interes comunitar aflate în arealul zonei de protecție. Aceasta este întinsă pe o suprafață de 104,2 ha, integral pe uscat.

## Localizare
Situl se întinde pe teritoriul administrativ al comunei Nistorești din județul Vrancea. Centrul sitului Lacul Negru este situat la coordonatele 45°50′44″N 26°28′58″E / 45.845461°N 26.482814°E.

## Înființare
Situl Lacul Negru (ROSCI0097) a fost declarat sit de importanță comunitară în decembrie 2007 pentru a proteja 6 specii de animale.

## Biodiversitate
Situată în ecoregiunea alpină, aria protejată conține 4 habitate naturale: Turbării active, Mlaștini turboase de tranziție și turbării mișcătoare, Păduri de fag Luzulo-Fagetum, Păduri de fag Asperulo-Fagetum.
La baza desemnării sitului se află mai multe specii protejate:
- amfibieni (2): triton cu creastă (Triturus cristatus), salamandra carpatică  (Triturus montandoni)
- mamifere (2): râs eurasiatic (Lynx lynx), urs brun (Ursus arctos)
- nevertebrate (2): croitorul mare al stejarului (Cerambyx cerdo), croitorul alpin (Rosalia alpina)

Pe lângă speciile protejate, pe teritoriul sitului au mai fost identificate 14 specii de plante, 3 specii de mamifere.